# Pherusella tubulosa
Pherusella tubulosa is een mosdiertjessoort uit de familie van de Pherusellidae. De wetenschappelijke naam van de soort is voor het eerst geldig gepubliceerd in 1786 door Ellis & Solander.